# Alžběta z Leuchtenbergu
Alžběta z Leuchtenbergu (březen 1537 – 6. červenec 1579) byla nasavsko-dillenburská hraběnka. Skrze svého syna Arnošta Kazimíra je přímým předkem nizozemského krále Viléma-Alexandra.

## Život
Narodila se jako nejstarší dcera lankraběte Jiřího III. z Leuchtenbergu (1502–1555) a jeho manželky Barbory Braniborsko-Ansbašské (1495–1552).
V Dillenburgu se 16. června 1559 provdala za stejně starého hraběte Jana VI. Nasavsko-Dillenburského (1536–1606), mladšího bratra Viléma I. Oranžského. Měli spolu třináct potomků.
- 1. Vilém Ludvík (13. 3. 1560 Dillenburg – 31. 5. 1620 Leeuwarden), hrabě nasavsko-dillenburský od roku 1606 až do své smrti a místodržitel Fríska, Groningenu a Drentska od roku 1584 do roku 1620, manž. 1587 Anna Nasavská (5. 11. 1563 Breda – 13. 6. 1588 Franeker)[1]
- 2. Jan VII. (7. 6. 1561 Siegen – 27. 9. 1623 tamtéž), hrabě nasavsko-siegenský od roku 1606 až do své smrti, I. manž. 1581 Magdalena z Waldecku (9. 9. 1558 – 9. 9. 1599),[2] II. manž. 1603 Markéta Šlesvicko-Holštýnsko-Sonderburská (24. 2. 1583 Sønderborg – 10. 4. 1638 Siegen)[3][4][5]
- 3. Jiří (1. 9. 1562 Dillenburg – 9. 8. 1623 tamtéž), hrabě nasavsko-dillenburský v letech 1620 až 1623 a hrabě nasavsko-beilsteinský od roku 1607 až do 1620,[6] I. manž. 1584 Anna Amálie Nasavsko-Saarbrückenská (1. 12. 1565 Weilrod – 7. 3. 1605 Dillenburg), II. manž. 1605 Amálie ze Sayn-Wittgensteinu (2. 10. 1585 – 28. 3. 1633)[7]
- 4. Alžběta (24. 1. 1564 Dillenburg – 5. 5. 1611 Frankfurt nad Mohanem), I. manž. 1583 hrabě Filip IV. Nasavsko-Weilburský (14. 10. 1542 Weilburg – 12. 3. 1602 Saarbrücken), II. manž. 1603 Wolfgang Arnošt I. z Isenburg-Büdingen-Birsteinu (29. 12. 1560 Birstein – 21. 5. 1633 tamtéž)[8][9]
- 5. Juliana (6. 10. 1565 Dillenburg – 4. 10. 1630 Hungen), I. manž. 1588 Adolf Jindřich ze Salmu (1557 – 20. 2. 1606), II. manž. 1619 Jan Albrecht I. ze Solms-Braunfels (3. 5. 1563 – 14. 5. 1623)[10]
- 6. Filip (1. 12. 1566 Dillenburg – 3. 9. 1595 Rheinberg), zemřel na následky zranění, které utrpěl během jedné z bitev nizozemské války za nezávislost, svobodný a bezdětný[11][12]
- 7. Marie (12. 11. 1565 Dillenburg – 10. 5. 1625 Detmold), manž. 1588 Jan Ludvík I. Nasavsko-Wiesbadensko-Idsteinský (10. 4. 1567 – 10. 6. 1596 Idstein)[13]
- 8. Anna Sibyla (29. 9. 1569 Dillenburg – 19. 12. 1576 tamtéž)[14]
- 9. Matylda (27. 12. 1570 Dillenburg – 10. 5. 1625), manž. 1592 Vilém V. z Mansfeld-Arnsteinu (1555 – 21. 10. 1615)[15]
- 10. Albrecht (*/† 1572 Dillenburg)[16]
- 11. Arnošt Kazimír I. (22. 12. 1573 Dillenburg – 2. 6. 1632 Roermond), hrabě nasavsko-dietzský od roku 1606 až do své smrti a místodržitel Fríska, Groningenu a Drentska, zabit v bitvě, manž. 1607 Žofie Hedvika Brunšvicko-Lüneburská (13. 6. 1592 Wolfenbüttel – 13. 1. 1642 Arnhem)[17][18][19]
- 12. Ludvík Günther (15. 2. 1575 Dillenburg – 12. 9. 1604 Sluis), podlehl horečce během obléhání města Sluis, manž. 1601 Anna Markéta z Manderscheid-Gerolsteinu (10. 8. 1575 – 4. 3. 1606)[20][21]
- 13. syn (*/† 6. 7. 1679 Dillenburg)[22]

Alžbětě se stal osudným třináctý porod. Zemřela 6. července 1579 ve věku dvaačtyřiceti let nedlouho poté, co porodila mrtvého chlapce. Byla pohřbena o pět dní později v kryptě evangelického kostela v Dillenburgu.
Po její smrti se její manžel ještě dvakrát oženil a zplodil dalších jedenáct dětí.